# Tetsuya Yonezawa
Tetsuya Yonezawa (japanisch 米澤 哲哉 Yonezawa Tetsuya; * 4. April 1998) ist ein japanischer Fußballspieler.

## Karriere
Tetsuya Yonezawa erlernte das Fußballspielen in den Jugendmannschaften vom Yokohama Junior SC und BANFF Yokohama Bay, in der Schulmannschaft der Shonan Institute of Technology High School sowie in der Universitätsmannschaft der Tōkai-Universität. Seinen ersten Vertrag unterschrieb er am 26. Februar 2021 beim Iwaki FC. Der Verein aus Iwaki, einer Stadt in der Präfektur Fukushima, spielte in der vierten japanischen Liga. Am Ende der Saison wurde er mit dem Verein Meister und stieg in die dritte Liga auf. Sein Drittligadebüt gab Tetsuya Yonezawa am 10. April 2022 (5. Spieltag) im Auswärtsspiel gegen den AC Nagano Parceiro. Hier wurde er in der 82. Minute für Kōtarō Arima eingewechselt. Der Iwaki FC gewann das Spiel mit 4:0. Am Ende der Saison feierte er mit Iwaki die Meisterschaft und den Aufstieg in die zweite Liga. Nach insgesamt 28 Ligaspielen wechselte er im Januar 2023 für eine Spielzeit zum Viertligisten Okinawa SV. Hier stand er 17-mal auf dem Spielfeld. Der FC Kariya, ein Fünftligist, nahm ihn im Januar 2024 unter Vertrag. Mit dem Verein aus Kariya spielt er in der Tokai Soccer League (Div.1).

## Erfolge
Iwaki FC
- Japanischer Viertligameister: 2021  ▲
- Japanischer Drittligameister: 2022  ▲